# 東石郡

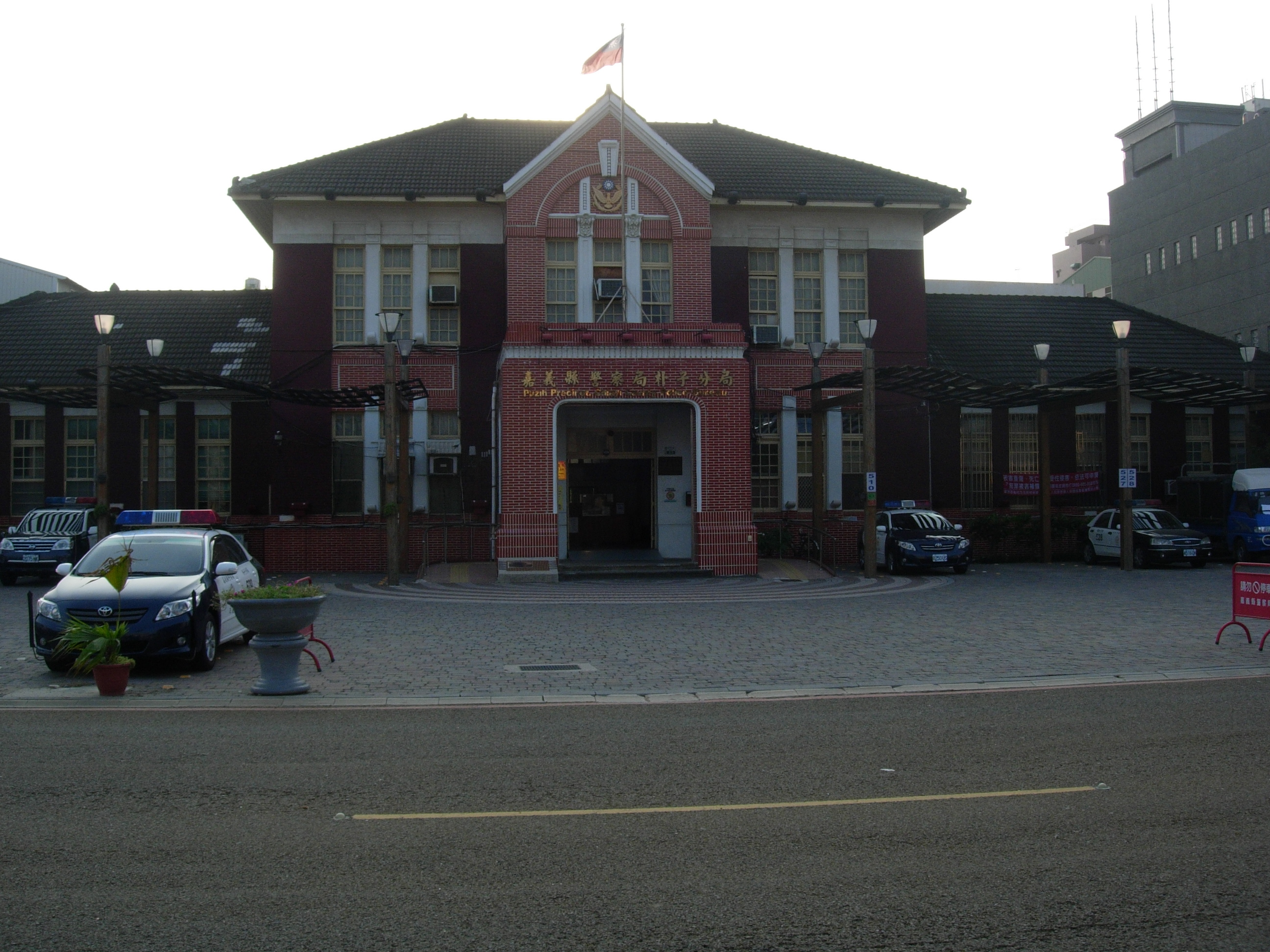
旧東石郡役所（現：嘉義県警察局朴子分局）

東石郡（とうせきぐん）は、日本統治時代の台湾に存在した行政区画の一つであり、台南州に属した。

## 概要
朴子街、六脚庄、東石庄、布袋庄、鹿草庄、太保庄、義竹庄の1街6庄を管轄し、郡役所は朴子街に置かれた。庁舎は嘉義県警察局朴子分局として現役である。郡域は現在の嘉義県朴子市、太保市、布袋鎮、六脚郷、東石郷、鹿草郷、義竹郷に当たる。

## 歴史
1920年（大正9年）嘉義庁東石港支庁・樸仔脚支庁が合併し成立した。
1945年3月に重慶国民政府が策定した台湾接管計画綱要地方政制により郡域を東石県とする案があったが、政制の廃止により計画は消滅した。

## 歴代首長

### 郡守
- 森永信光[1]
- 齋藤亥寿郎[2]
- 桑原政夫[3]
- 秋永長吉[4]
- 齋藤捨雄[5]
- 田中保[6]
- 尾山義一[7]
- 水溜栄二[8]
- 福島安太[9]：1942年4月[10] -
- 新田定雄